# Lüderitz (Adelsgeschlecht)

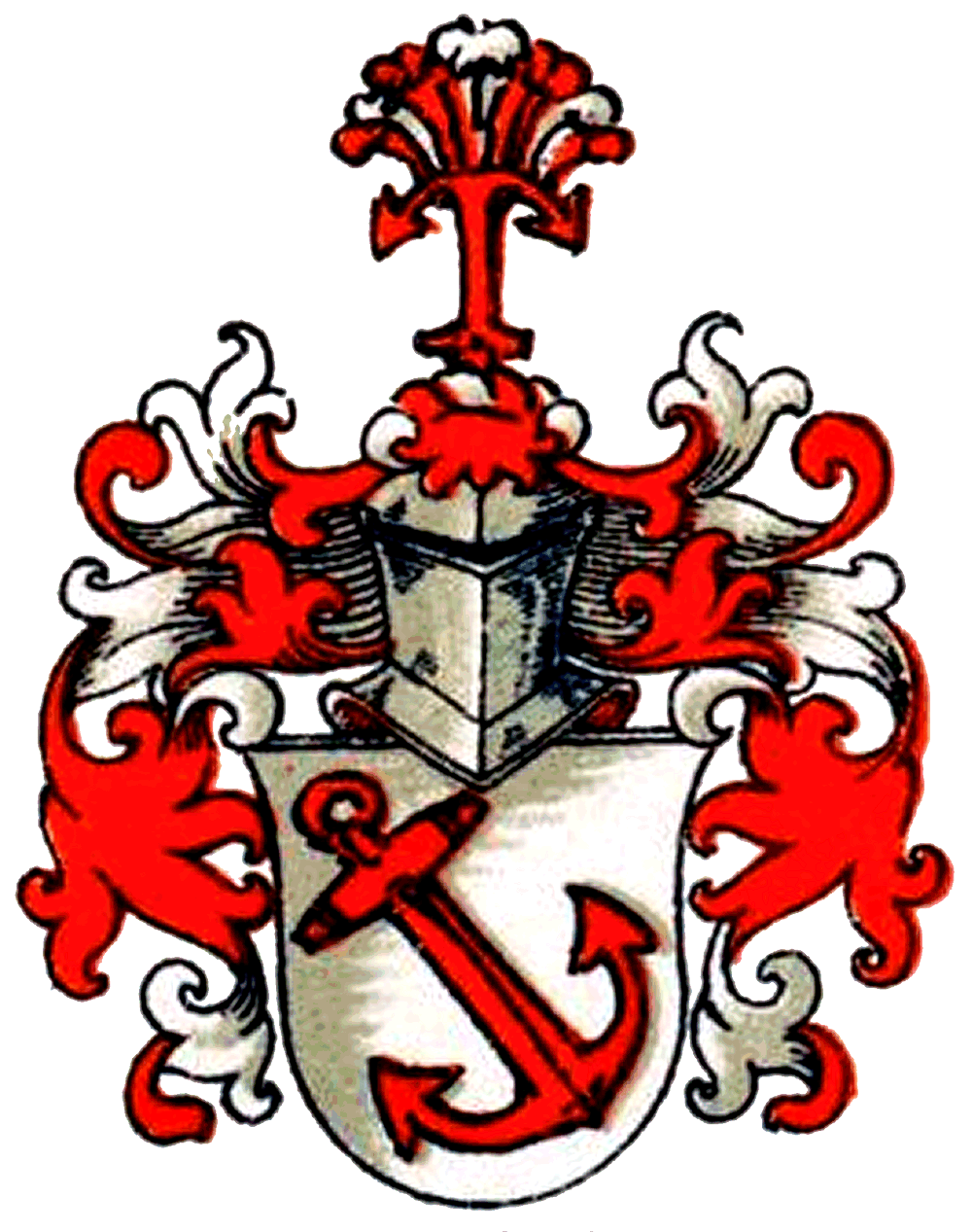
Wappen derer von Lüderitz

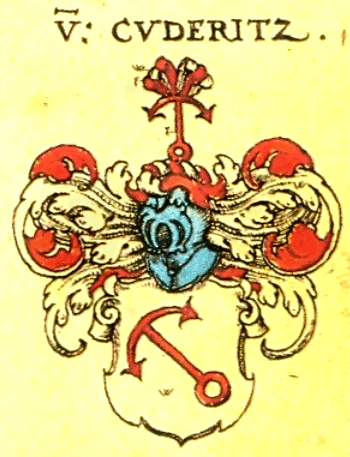
Wappen in Siebmachers Wappenbuch 1605

Lüderitz ist der Name eines altmärkischen Uradelsgeschlechts mit dem Stammhaus Lüderitz bei Tangerhütte.

## Geschichte
Der erste, am 30. September 1247 urkundlich genannte Vertreter des Geschlechts war Johannes de Lüderiz. Am 10. Juni 1282 folgt urkundlich Johann von Lüderitz. Das Geschlecht trat schon früh in zwei Stämmen auf, deren näherer Zusammenhang nicht feststeht. Cuno von Lüderitz war 1424 Landeshauptmann der Altmark. Das Geschlecht war in der Altmark und in der übrigen Mark Brandenburg reich begütert. Der preußische Oberforstmeister Friedrich Wilhelm von Lüderitz erhielt am 30. November 1703 das preußische Indigenat.
Durch die Ehe der Albertine Marie Luise von und zu Lüderitz, diese Namensführung blieb unbeanstandet durch die kgl. preuß. Herolds-Amt, mit dem späteren brandenburgischen und pommerschen Landrat Hermann von Engelbrechten-Ilow (1878–1940) ging das Stammgut Lüderitz mit zwei Nebengüter wie Gutsbezirk Ottersburg bei Tangerhütte formell an diese Familie über, nach der Enteignung wiederum an ihren ältesten Sohn Malte von Engelbrechten-Ilow. Vormals auch im Gutspark Lüderitz und bis heute an der Dorfkirche Lüderitz finden sich bis heute Zeugnisse des gleichnamigen Adelsgeschlechts.

## Wappen
Das Wappen zeigt in Silber einen roten, schräg gestellten Wolfsanker (Wolfssense, Teil der Wolfsangel). Auf dem rot-silber bewulsteten Helm mit eben solchen Decken der Anker gestürzt und besteckt mit sechs von Rot und Silber geteilten Straußenfedern.

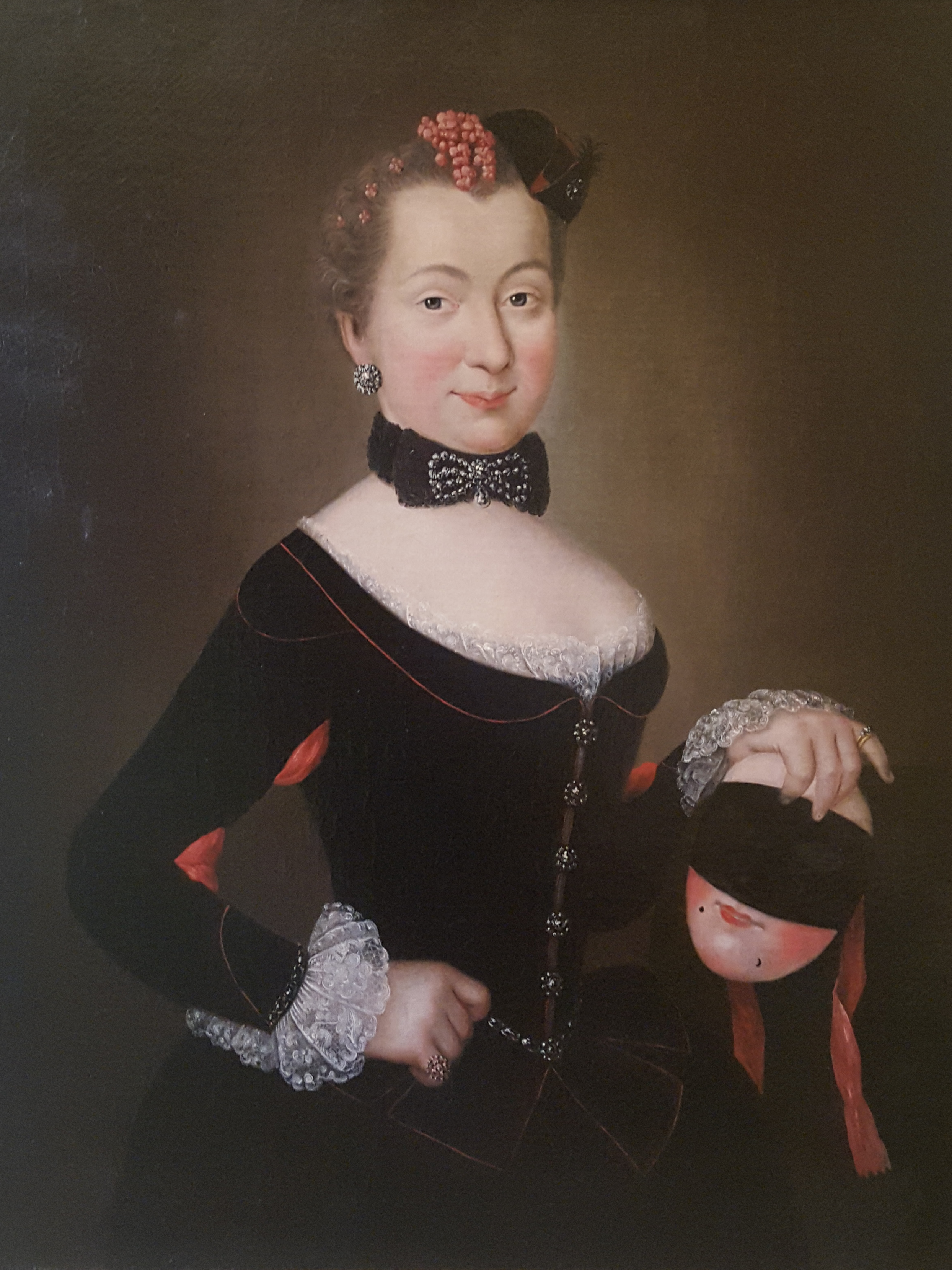
Henriette Sophie Christine von Lüderitz, geborene von Rochow, um 1750, Gemälde von Christoph Friedrich Reinhold Lisiewski, Rochow-Museum Reckahn

## Bekannte Familienmitglieder
- Friedrich Ulrich Wilhelm von Lüderitz (1635–1713), preußischer Generalmajor, Kommandant von Küstrin
- Hans Erdmann von Lüderitz (1655–1732), preußischer Generalmajor
- David Hans Christoph von Lüderitz (1699–1756), preußischer Generalmajor
- Samuel Ludwig von Lüderitz (1699–1778), preußischer Gesandter am schwedischen Hof, Wirklicher Geheimer Rat und ab 1736 Präsident der halberstädtischen Regierung[7]
- Wilhelm Adolph von Lüderitz († nach 1763), preußischer Oberst und Führer des Freibataillon F6
- Karl Friedrich von Lüderitz (1701–1762), preußischer Oberst und Chef des Berliner Land-Regiments
- Karl Ludwig von Lüderitz (1714–1778), preußischer Oberst und Chef des 2. Artillerieregiments (Breslau)
- Friedrich Wilhelm von Lüderitz (1717–1785), preußischer Oberst und Landjägermeister
- Hermann von Lüderitz (1814–1889), preußischer Generalleutnant und Politiker, Mitglied des Reichstags und des Preußischen Abgeordnetenhauses
- Karl Philipp Lüderitz (1817–1900), preußischer Generalleutnant
- Otto von Lüderitz (1818–1885), preußischer Generalleutnant, Gutsherr auf Lüderitz
- Wilhelm von Lüderitz (1828–1882), preußischer Generalmajor
- Franz Adolf Eduard von Lüderitz (1834–1886), Kaufmann und faktischer Gründer von Deutsch-Südwestafrika